# Hermann von Barth

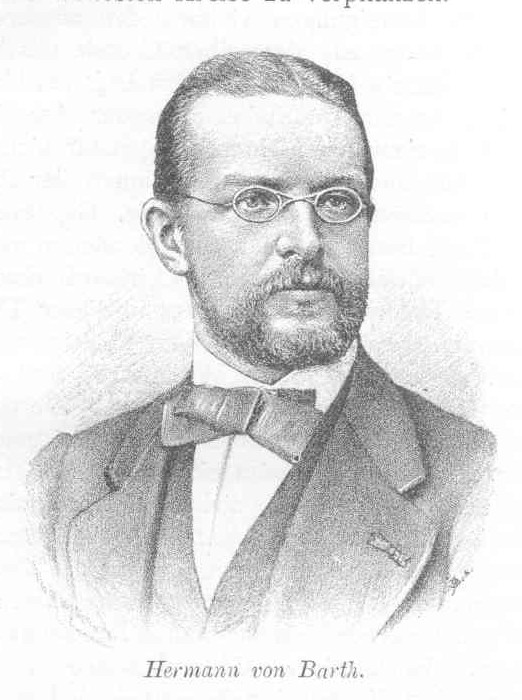
Hermann von Barth

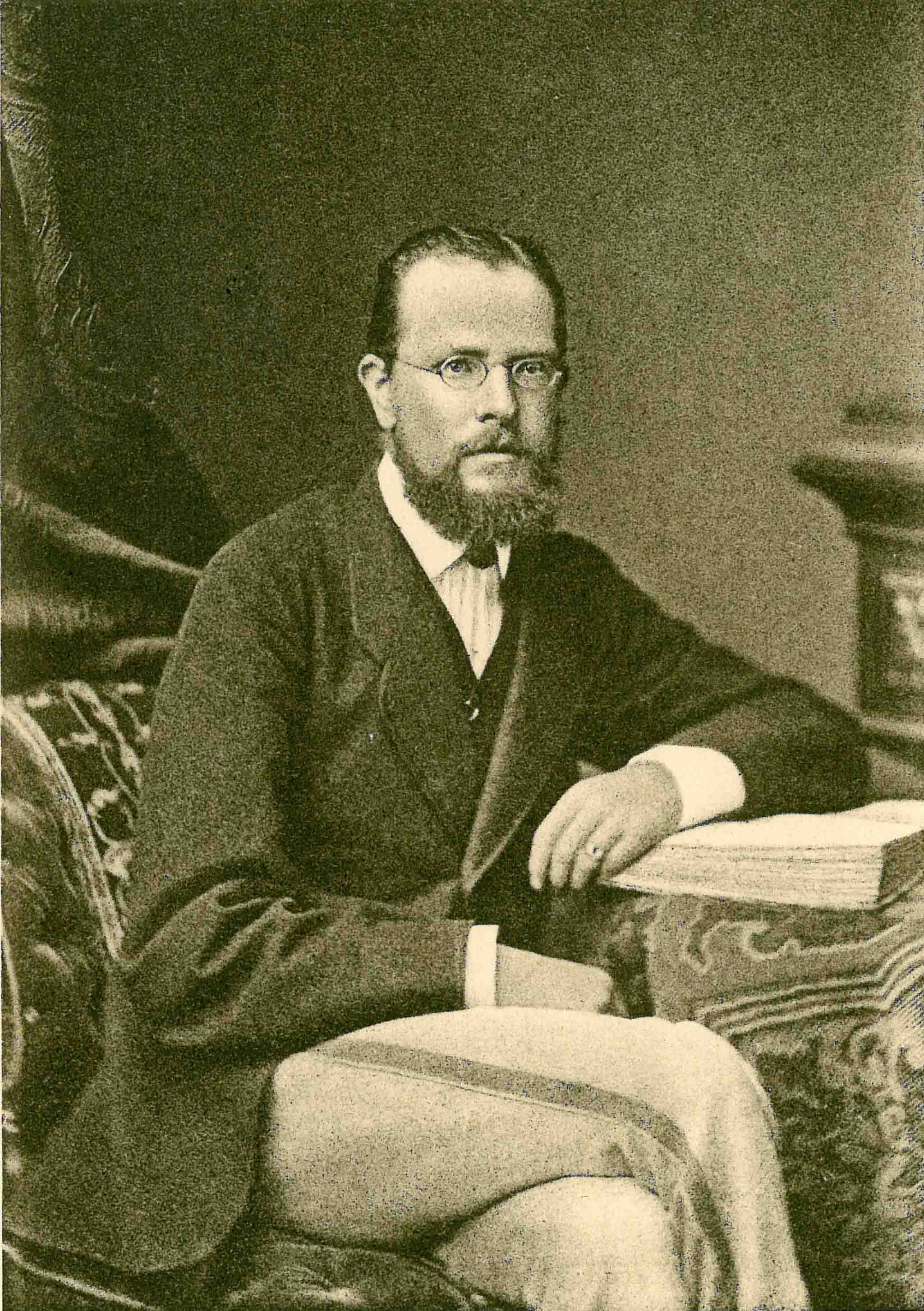
Porträt, aus Gesammelte Schriften (um 1865–1876)

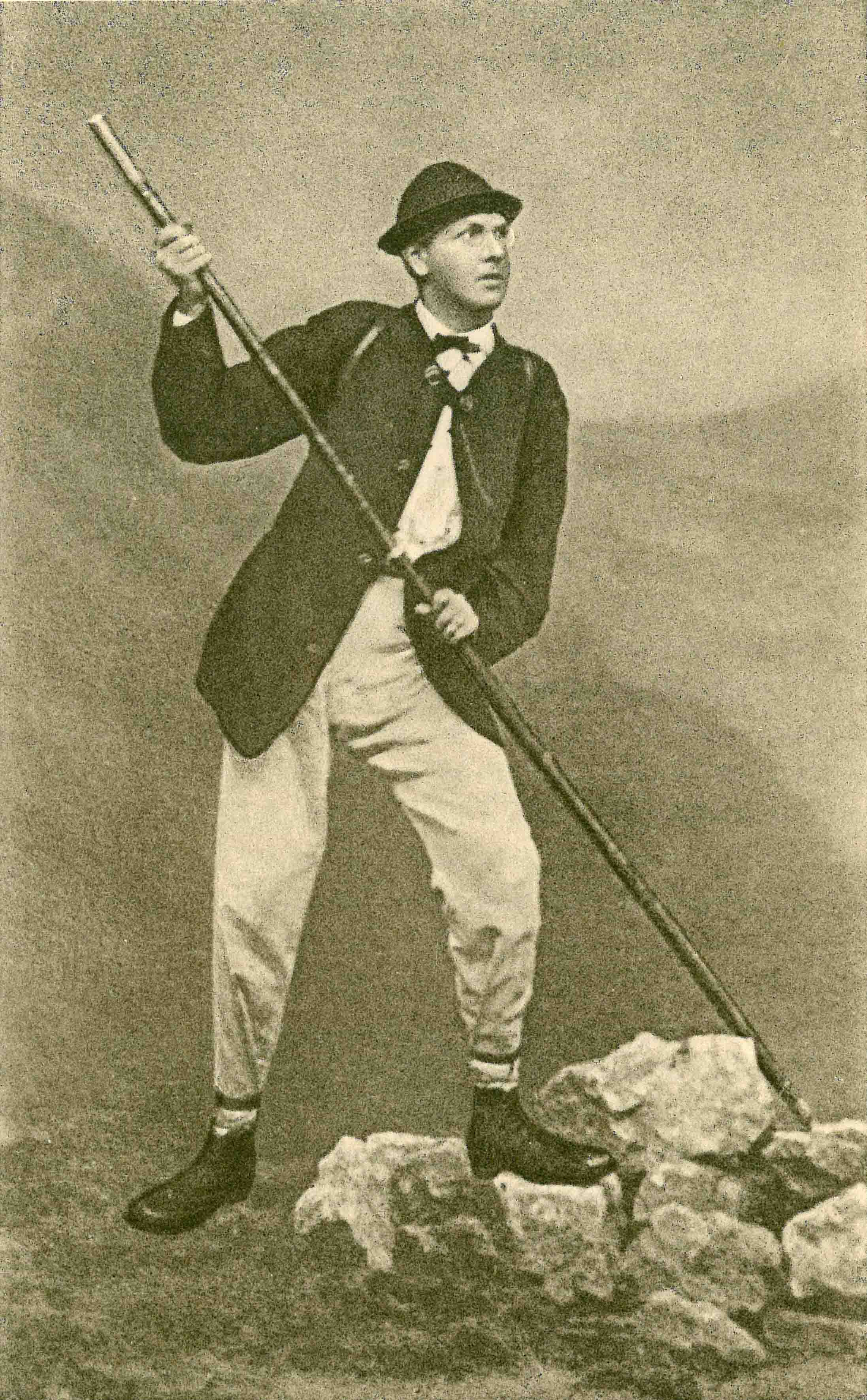
Porträt im Berg, aus Gesammelte Schriften (zwischen 1870 und 1876)

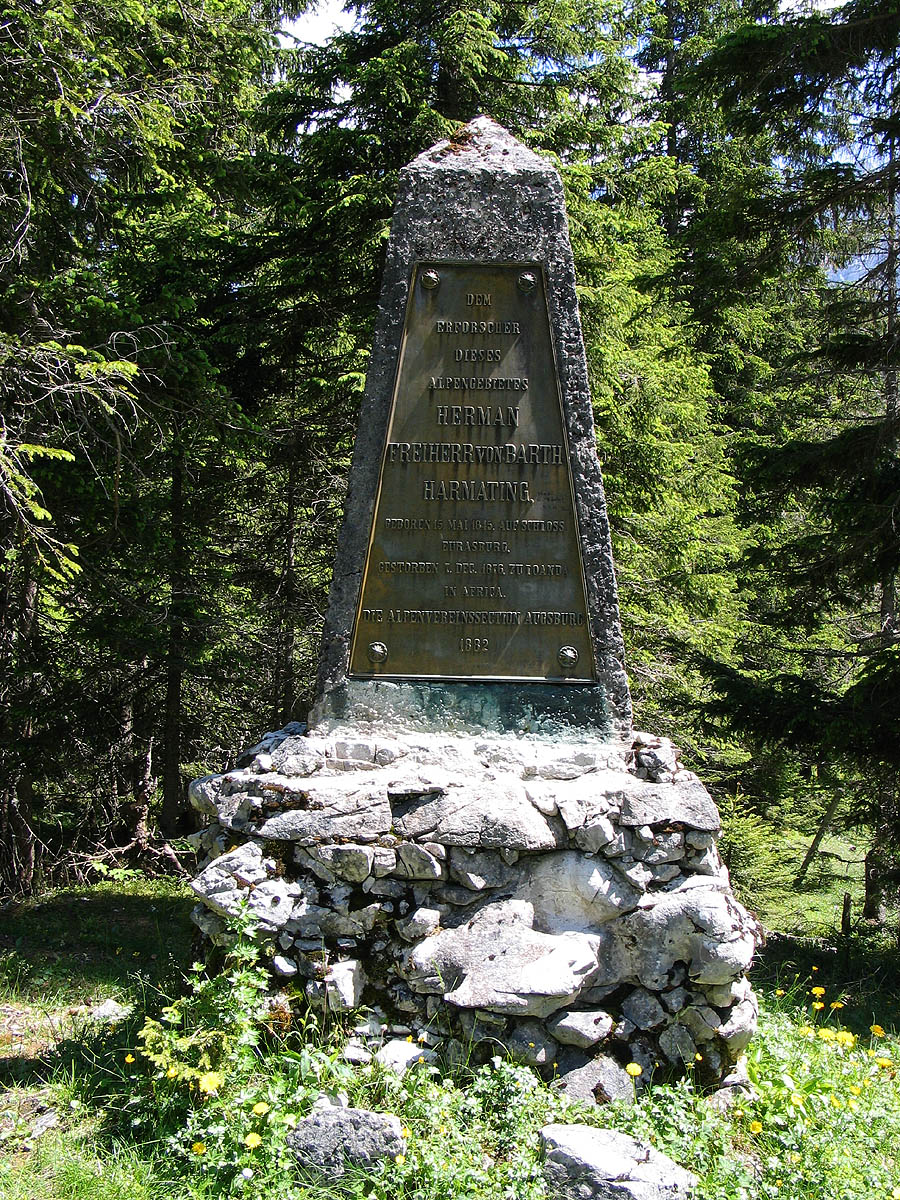
Hermann-von-Barth-Denkmal im Kleinen Ahornboden, Karwendel

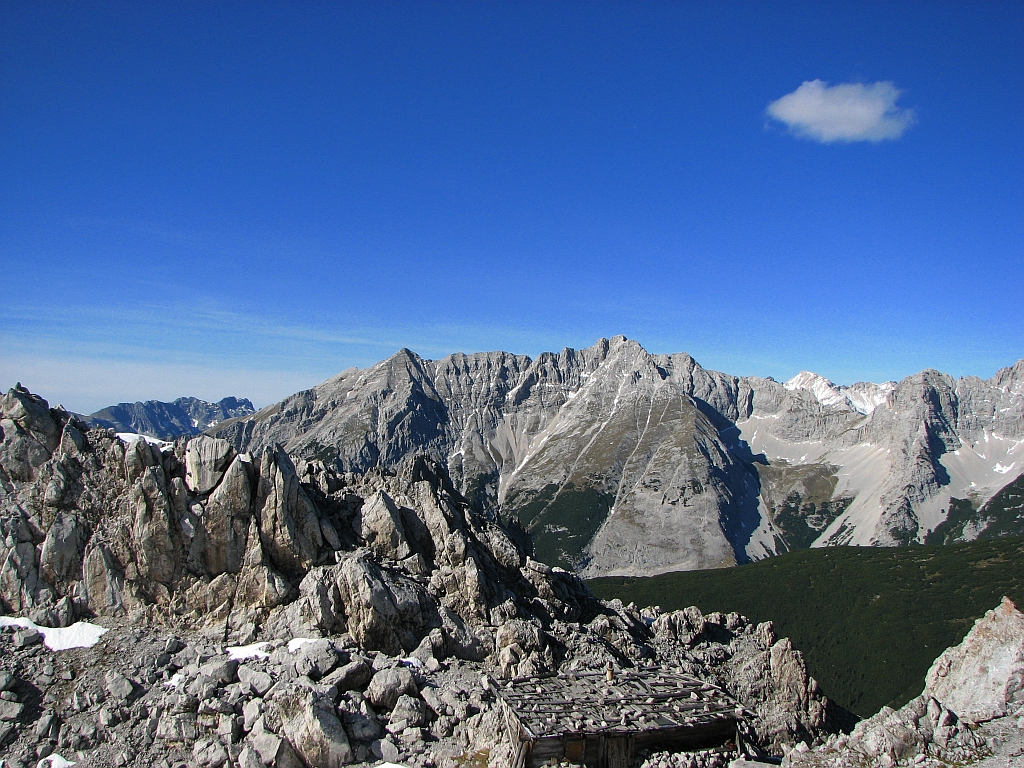
Der Barthgrat zwischen Großem Katzenkopf und Mittlerer Jägerkarspitze in der Gleirsch-Halltal-Kette

Hermann Freiherr von Barth-Harmating (* 5. Juni 1845 auf Schloss Eurasburg; † 7. Dezember 1876 in São Paulo de Luanda, Angola) war ein bekannter Bergsteiger.

## Herkunft
Seine Eltern waren der bayerische Kämmerer und Gutsbesitzer Anton von Barth zu Harmating (1815–1902) und dessen Ehefrau Flora, geborene Freiin von Krauss. Sie war eine Tochter des bayerischen Staatsrats von Krauss (* 1822) und Enkelin des bayerischen Generals und Kriegsministers Johann Nepomuk von Triva (1755–1827). Sein Bruder Ernst (1849–1934) war bayerischer General der Infanterie, dessen Zwillingsbruder Hugo (1849–1935) wurde Generalmajor.

## Leben
Zunächst studierte er Rechtswissenschaften in München, wo er sich 1864 dem Corps Franconia anschloss. Als Rechtspraktikant (heute Rechtsreferendar) begann er ab 1868 von Berchtesgaden aus die noch weitgehend unerschlossenen Berchtesgadener Alpen zu erkunden. Ab 1873 studierte er Naturwissenschaften.
Barth ist vor allem als Erschließer des Karwendels bekannt, er bestieg im Sommer 1870 als Alleingänger 88 Gipfel (12 erstmals, darunter u. a. die Birkkarspitze, Kaltwasserkarspitze, Lalidererspitze, Große Seekarspitze, Grubenkarspitze, Dreizinkenspitze, Östliche Karwendelspitze, Vogelkarspitze, Wörner, Kuhkopf). Im Jahr 1871 wechselte er ins Wettersteingebirge und bestieg auch dort viele Gipfel erstmals. Bereits 1869 hatte er die Allgäuer Alpen erkundet und dabei 44 Gipfel bestiegen, drei davon als Erstbesteigung. Charakteristisch war, dass von Barth weitgehend alleine unterwegs war. 1874 veröffentlichte er das Buch Aus den Nördlichen Kalkalpen, in dem er seine Erfahrungen und Touren dokumentierte. In der Allgemeinen Deutschen Biographie ist zu lesen, dass „seine Monographie […] einem wirklichen Mangel ab[half]. Man ersieht aus ihr, daß der Autor, wie wenige, zu den schwierigen Aufgaben eines Hochtouristen befähigt war […] wenn auch seitdem für die Erforschung jenes Gebirgszuges […] sehr vieles geschehen ist, so wird man doch immer Barth’s Namen als den des Pioniers und Pfadfinders in Ehren zu halten haben.“
1876 beging er auf einer Forschungsreise in Afrika, durch eine Fiebererkrankung verwirrt, Suizid.
Namen geographischer Objekte belegen die Verdienste Hermann von Barths für die Erschließung der Nördlichen Kalkalpen: Barthgrat (Übergang vom Großen Katzenkopf zur Mittleren Jägerkarspitze (III), Karwendel, Erstbegehung 1870 durch von Barth im Alleingang ungesichert), Barthspitze (Karwendel, ihm zu Ehren benannt) und Barthkamin (Risser Falk, Karwendel, Erstbegehung 1870 durch von Barth). Der gesicherte Steig von der Meilerhütte auf die Partenkirchener Dreitorspitze wird auch Hermann-von-Barth-Weg genannt. Die Hermann-von-Barth-Hütte des Deutschen Alpenvereins ist eine Schutzhütte in den Allgäuer Alpen.
Im Kleinen Ahornboden im Karwendel steht das Hermann-von-Barth-Denkmal.

## Werke
- Aus den Nördlichen Kalkalpen. Ersteigungen und Erlebnisse in den Gebirgen Berchtesgadens, des Allgäu, des Innthales, des Isar-Quellengebietes und des Wettersteins. Mit erläuternden Beiträgen zur Orographie und Hypsometrie der Nördlichen Kalkalpen. Mit lythographierten Gebirgsprofilen und Horizontalprojectionen nach Original-Skizzen des Verfassers. Eduard Amthor, Gera 1874. XXIV, 637, 22 Tafeln und 5 Falttafeln mit jeweils mehreren Abbildungen (Faksimile: Fines Mundi Verlag, Saarbrücken 2008, ISBN 978-3-937246-06-2 [Anm. 1]).
Online-Text: http://alpinhistorie.bergruf.de/barth/kalkalpen/
Digitalisat: PDF, 86 MB Ausgabe 1874
- David Livingstone, der Afrikareisende. Ostafrika vom Limpopo bis zum Somalilande. Erforschungsreisen im Osten Afrika’s. Mit besonderer Rücksicht auf Leben, Reisen und Tod von David Livingstone Spamer, Leipzig 1875.[3] (Faksimile: Serientitel: Das neue Buch der Reisen und Entdeckungen. Spamer, Leipzig 1980, DNB, OBV).  Ausgabe 1876

### Werkausgaben
- Carl Bünsch, Max Rohrer (Hrsg.): Gesammelte Schriften des Freiherrn Hermann von Barth. Alpine Verlagsanstalt, München 1926.
- Anton Ziegler: Hermann von Barth (eine Auswahl). Erschließer der Berge, Band 1. Herausgegeben vom Hauptausschuß des Deutschen und Österreichischen Alpenvereins. Lindauer, München 1926.